# Marianne Jean-Baptiste
Pour les articles homonymes, voir Jean-Baptiste.
Marianne Jean-Baptiste est une actrice britannique née le 26 avril 1967 à Londres (Royaume-Uni).
En 1997, pour son rôle dans Secrets et Mensonges de Mike Leigh,  Marianne Jean-Baptiste est nommée aux Oscars, aux Golden Globes et aux BAFTA dans la catégorie meilleure actrice dans un second rôle. 

## Biographie
Marianne Jean-Baptiste est née le 26 avril 1967 à Londres (Royaume-Uni). Elle est d'ascendance antiguaise et sainte-lucienne.
Elle a étudié à la Royal Academy of Dramatic Art de Londres.

### Vie privée
Elle est mariée à un danseur de ballet anglais, Evan Williams, avec qui elle a eu deux filles.

## Carrière
En 1994, elle est nommée pour Ian Charleson Awards pour sa performance dans Mesure pour mesure, avec la compagnie internationale Cheek by Jowl de Declan Donnellan et Nick Ormerod.
Auteur et compositeur, elle a enregistré un album de chansons blues et composé le titre musical pour le film de Mike Leigh Career Girls sorti en 1997.
En 1999, elle joue au théâtre des Bouffes du Nord à Paris, dans une production en langue française de Peter Brook Le Costume, une pièce d'un acte de Barney Simon et Mothobi Mutloatse, basée sur l'histoire de Can Themba, où elle incarne Matilda. Elle est aussi acclamée pour son rôle de Doreen Lawrence dans The Murder of Stephen Lawrence de Paul Greengrass en 1999.
Côté cinéma, sa carrière est notamment marquée par sa participation à 28 jours en sursis (2000), The Cell (2000), Spy Game : Jeu d'espions (2001), La Cité de l'ombre (2008), Takers (2010), 360 (2011), De leurs propres ailes (2012), RoboCop (2014), Pierre Lapin (2015) et The Book of Clarence (2024).
Côté petit écran, Marianne Jean-Baptiste incarne, de 2002 à 2009, l'agent du FBI Vivian Johnson dans FBI : Portés disparus. En 2014 elle intègre, après quelques apparitions dans d'autres séries télévisées (La Loi selon Harry, Sons of Anarchy, Believe), la distribution de la 2e saison de Broadchurch et enchaîne avec les deux premières saison de Blindspot.
En 2024, Marianne Jean-Baptiste retrouve Mike Leigh et le grand écran pour le film Deux sœurs qui vaut à la comédienne une nomination en tant que Meilleure actrice aux BAFTA 2025 en plus de recevoir le British Independent Film Awards de la meilleure comédienne.

## Filmographie

### Cinéma

#### Longs métrages
- 1991 : London Kills Me d'Hanif Kureishi : La baby-sitter
- 1996 : Secrets et Mensonges (Secrets and Lies) de Mike Leigh : Hortense Cumberbatch
- 1997 : Mr. Jealousy de Noah Baumbach : Lucretia
- 1998 : A Murder of Crows de Rowdy Herrington : Elizabeth Pope
- 1998 : How to Make the Cruelest Month (en) de Kip Koenig : Christina Parks
- 1999 : The 24 Hour Woman de Nancy Savoca : Madeline Labelle
- 2000 : 28 jours en sursis (28 Days) de Betty Thomas : Roshanda
- 2000 : Un été tout pour vivre (New Year's Day) de Suri Krishnamma : Veronica
- 2000 : The Cell de Tarsem Singh : Dr Miriam Kent
- 2001 : Spy Game : Jeu d'espions (Spy Game) de Tony Scott : Gladys Jennip
- 2001 : Women in Film de Bruce Wagner : Sara
- 2006 : Jam de Craig E. Serling : Lorraine
- 2008 : La Cité de l'ombre (City of Ember) de Gil Kenan : Clary
- 2010 : Takers de John Luessenhop : Naomi
- 2011 : Violet et Daisy (Violet and Daisy) de Geoffrey S. Fletcher : Iris
- 2011 : 360 de Fernando Meirelles : Fran
- 2012 : De leurs propres ailes (Won't Back Down) de Daniel Barnz : Olivia Lopez
- 2013 : The Moment de Jane Weinstock : Dr Bloom
- 2014 : RoboCop de José Padilha : Chef Karen Dean
- 2018 : Pierre Lapin (Peter Rabbit) de Will Gluck : La manager général
- 2019 : In Fabric de Peter Strickland : Sheila
- 2020 : Fatman d'Eshom Nelms et Ian Nelms : Ruth
- 2021 : Boxing Day d'Aml Ameen : Shirley
- 2022 : Le Monstre des mers (The Sea Beast) de Chris Williams : Sarah Sharpe (voix)
- 2024 : The Book of Clarence de Jeymes Samuel
- 2024 : Deux sœurs (Hard Truths) de Mike Leigh : Pansy

#### Courts métrages
- 1991 : Once Upon a Time de Kwame Kwei-Armah : La baby-sitter
- 1996 : Distinction d'Avril E. Russell : La secrétaire
- 2009 : The Bake Shop Ghost de Lorette Bayle : Annie Washington
- 2017 : Home de Russell Simpson : Lois Jones
- 2018 : Moving On de Nyasha Hatendi : Jill

### Télévision

#### Séries télévisées
- 1994 : Cracker : Marcia Reid
- 1996 : Sharman : Precious
- 2002 - 2009 : FBI : Portés disparus (Without a Trace) : Vivian Johnson
- 2011 : Sons of Anarchy : Vivica
- 2011 - 2012 : La Loi selon Harry (Harry's Law) : Juge Patricia Seabrook
- 2012 : Private Practice : Gabi Rivera
- 2015 : Broadchurch : Sharon Bishop
- 2015 - 2017 : Blindspot : Bethany Mayfair
- 2017 : Murder (How to Get Away with Murder) : Virginia Cross
- 2017 : Training Day : Joy Lockhart
- 2018 : Homecoming : Gloria Morisseau
- 2018 : Animals. : Grace (voix)
- 2019 : Soundtrack : Annette Sands
- 2021 : Master of None : Sharon (voix)
- 2022 : Surface : Hannah

#### Téléfilms
- 1998 : Promesse d'amour (The Wedding) de Charles Burnett : Ellen Coles
- 1999 : The Murder of Stephen Lawrence de Paul Greengrass : Doreen Lawrence
- 2010 : L'Esprit d'une autre (Secrets in the Walls) de Christopher Leitch : Belle

## Musique de film
- Marianne Jean-Baptiste a composé la musique du film Deux filles d'aujourd'hui, de Mike Leigh

## Voix françaises
En France, Pascale Vital est la voix française la plus régulière de Marianne Jean Baptiste depuis la série FBI : Portés disparus en 2002.

## Distinctions
Pour Secrets et Mensonges, Marianne Jean-Baptiste est la première actrice noire britannique nommée aux Oscars 1997 pour le Meilleure actrice dans un second rôle.

### Récompenses
- British Independent Film Awards 2024 : meilleure interprétation pour Deux sœurs

### Nominations
- BAFTA 1997 : Meilleure actrice dans un second rôle pour Secrets et Mensonges
- Golden Globes 1997 : Meilleure actrice dans un second rôle pour Secrets et Mensonges
- Oscars 1997 : Meilleure actrice dans un second rôle pour Secrets et Mensonges
- BAFTA 2025 : Meilleure actrice pour Deux sœurs